# Danh sách câu lạc bộ bóng đá ở Cộng hòa Dân chủ Congo
Đây là danh sách không đầy đủ các câu lạc bộ bóng đá ở Cộng hòa Dân chủ Congo.
Về danh sách đầy đủ, xem Thể loại:Câu lạc bộ bóng đá Cộng hòa Dân chủ Congo

## Câu lạc bộ
- US Bilombe (Bilombe)
- AS Ndoki a Ndombe (Boma)
- OC Muungano (Bukavu)
- AS Lokole (Bumba)
- AS Nyuki (Butembo)
- AS Dragon (Kinshasa)
- AS Kalamu (Kinshasa)
- DC Motema Pembe (Kinshasa)
- AS Paulino (Kinshasa)
- Racing Club de Kinshasa (Kinshasa)
- FC Renaissance du Congo (Kinshasa)
- AC Sodigraf (Kinshasa)
- AS Vita Club (Kinshasa)
- SC Cilu (Lukala)
- OC Dynamique du Maniema (Kindu)
- AS Maniema Union (Kindu)
- AC Mbilingos (Kindu)
- AC Nkoy (Kindu)
- CS Don Bosco (Lubumbashi)
- KFA (Lubumbashi)
- US Kenya (Lubumbashi)
- Lubumbashi Sport (Lubumbashi)
- FC Saint Eloi Lupopo (Lubumbashi)
- TP Mazembe (Lubumbashi)
- AS New Soger (Lubumbashi)
- TC Elima (Matadi)
- AS Veti (Matadi)
- AS Makiso (Kisangani)
- TS Malekesa (Kisangani)
- AS Nika (Kisangani)
- AS Saint-Luc (Kananga)
- US Tshinkunku (Kananga)
- TV Tshipepele (Kananga)
- FC Lupopo (Kikwit)
- AS Vutuka (Kikwit)
- DC Virunga (Goma)
- AS Vita Kabasha (Goma)
- AS Bantous (Mbuji-Mayi)
- OC Mbongo Sport (Mbuji-Mayi)
- SM Sanga Balende (Mbuji-Mayi)
- FC Lumière (Mbandaka)
- TP Molunge (Mbandaka)
- AS Sucrière (Kwilu Ngongo)
- Bakolo Mboka (Tshikapa)
- JS Likasi (Likasi)
- Shark XI FC